# Kolechowice-Folwark
Kolechowice-Folwark – wieś w Polsce położona w województwie lubelskim, w powiecie lubartowskim, w gminie Ostrów Lubelski. Leży przy drodze wojewódzkiej nr 813.
| SIMC    | Nazwa  | Rodzaj    |
| ------- | ------ | --------- |
| 1020795 | Kamień | część wsi |

W latach 1975–1998 miejscowość administracyjnie należała do województwa lubelskiego.
Wieś stanowi sołectwo gminy Ostrów Lubelski.  Według Narodowego Spisu Powszechnego (III 2011 r.) wieś liczyła 214 mieszkańców.
Wierni Kościoła rzymskokatolickiego należą do parafii Parafia Niepokalanego Poczęcia NMP w Ostrowie Lubelskim.
W miejscowości funkcjonuje jednostka Ochotniczej Straży Pożarnej.